# Konovalivka, Mașivka
Konovalivka (în ucraineană Коновалівка) este localitatea de reședință a comunei Konovalivka din raionul Mașivka, regiunea Poltava, Ucraina.

## Demografie
Componența lingvistică a localității Konovalivka
     Ucraineană (96,79%)
     Rusă (2,37%)
     Alte limbi (0,68%)
Conform recensământului din 2001, majoritatea populației localității Konovalivka era vorbitoare de ucraineană (96,79%), existând în minoritate și vorbitori de rusă (2,37%).